# ABCB4
ABCB4‏ (ATP binding cassette subfamily B member 4) هوَ بروتين يُشَفر بواسطة جين ABCB4 في الإنسان.